# 52 Orionis
52 Orionis è una stella binaria di magnitudine 5,3 situata nella costellazione di Orione. Dista 524 anni luce dal sistema solare.

## Osservazione
Si tratta di una stella situata nell'emisfero celeste boreale, ma molto in prossimità dell'equatore celeste; ciò comporta che possa essere osservata da tutte le regioni abitate della Terra senza alcuna difficoltà e che sia invisibile soltanto nelle aree più interne del continente antartico. Nell'emisfero nord invece appare circumpolare solo molto oltre il circolo polare artico. La sua magnitudine pari a 5,3 fa sì che possa essere scorta a occhio nudo anche dai piccoli centri urbani non affetti da inquinamento luminoso.
Il periodo migliore per la sua osservazione nel cielo serale ricade nei mesi compresi fra fine ottobre e aprile; da entrambi gli emisferi il periodo di visibilità rimane indicativamente lo stesso, grazie alla posizione della stella non lontana dall'equatore celeste.

## Caratteristiche fisiche
52 Orionis è una stella binaria formata da due stelle bianche di sequenza principale piuttosto simili tra loro, rispettivamente di magnitudine 5,99 e 6,03 e visualmente separate tra loro di 1,20 secondi d'arco, che alla distanza alla quale si trovano corrispondono a poco meno di 10 UA. La magnitudine assoluta combinata delle due stelle è di -0,77, che equivale ad una luminosità 168 volte superiore a quella del Sole. La sua velocità radiale positiva indica che la stella si sta allontanando dal sistema solare.